# Stenochilus longithorax
Stenochilus longithorax är en stekelart som beskrevs av Giordani Soika 1987. Stenochilus longithorax ingår i släktet Stenochilus och familjen Eumenidae. Inga underarter finns listade i Catalogue of Life.